# Werner Plath
Werner Plath   (Berlín, 27 de juliol de 1918 - 1945) fou un nedador alemany, especialista en estil lliure, que va competir durant la dècada de 1930.
El 1936 va prendre part en els Jocs Olímpics d'Estiu de Berlín, on fou cinquè en la prova dels 4x200 metres lliures del programa de natació.
En el seu palmarès destaca una medalla d'or en els 4x200 metres lliures i una de plata en els 400 metres lliures del Campionat d'Europa de natació de 1938, Guanyà els títols nacionals dels 100 metres lliures de 1941, dels 200 metres de 1936-38 i 1940-41, dels 400 metres de 1937 i 1940-41, i dels 1.500 metres de 1940 i 1941.
Va morir executat per la SS durant la Segona Guerra Mundial.